# Squadra speciale anticrimine
Squadra speciale anticrimine (The Felony Squad) è una serie televisiva statunitense in 73 episodi trasmessi per la prima volta nel corso di 3 stagioni dal 1966 al 1969.

## Trama
Los Angeles, anni sessanta. Il sergente Sam Stone il detective Jim Briggs sono investigatori in una unità principale anticrimine. Duff è un veterano che deve insegnare al più giovane partner più tutti i trucchi e le sfumature della professione. Un altro personaggio principale è il sergente Dan Briggs, padre di Jim.

## Personaggi
- Detective Sergente Sam Stone (73 episodi, 1966-1969), interpretato da Howard Duff.
- Sergente Dan Briggs (73 episodi, 1966-1969), interpretato da Ben Alexander.
- Detective Jim Briggs (73 episodi, 1966-1969), interpretato da Dennis Cole.
- Capitano Nye (12 episodi, 1966-1968), interpretato da Frank Maxwell.
- Capitano Franks (7 episodi, 1967-1968), interpretato da Barney Phillips.
- Assistente del procuratore distrettuale Fisher (5 episodi, 1966-1967), interpretato da Len Wayland.

### Guest star
- Francis De Sales nel ruolo di Harmon in The Broken Badge (1966)
- Eric Shea nel ruolo di Mike Bradley in A Date with Terror (1966)
- Joe Don Baker nel ruolo di Shep in My Mommy Got Lost (1967)
- Don Keefer nel ruolo di Harry Jocelyn in A Most Proper Killing (1967)
- Lana Wood nel ruolo di Sherry Martin in The Last Man in the World (1967)
- John Pickard nel ruolo di Cahill in A Blueprint for Dying (1968)

Tra le guest star presenti in più di un episodio: Vince Howard (9), Ross Elliott (6), Gail Kobe (5), Thom Carney (5), Jason Wingreen (4), John S. Ragin (4), Jack Denbo (4), Dick Dial (4), Richard Anderson (4), Richard Bull (4), Harry Townes (3), Morgan Sterne (3), John Armond (3), Anna Strasberg (3), Natalie Trundy (3), Larry D. Mann (3), Michael Conrad (3), Sam Elliott (3), Paul Napier (3), Jack Garner (3), Lynda Day George (3), Paul Kent (3), Lawrence Dane (3), Charles Aidman (2), John Larch (2), Kevin McCarthy (2), Robert Drivas (2), James Daly (2), Harold J. Stone (2), Jason Evers (2), David Opatoshu (2), Karen Steele (2), Hal Frederick (2), Charles Francisco (2), Michael Stanwood (2), Vic Tayback (2), Makee K. Blaisdell (2), Rita D'Amico (2), Sidney Clute (2), Lloyd Haynes (2), Mimi Dillard (2), John Clarke (2), Lawrence Montaigne (2), Joseph Mell (2), Terry Naylor (2), Henry Hunter (2), Jorge Moreno (2), Woodrow Parfrey (2), Hank Brandt (2), Rhoda Williams (2), Bill Quinn (2), James Best (2), Ricardo Montalbán (2), Robert DoQui (2), Paul Carr (2), Cleavon Little (2), Robert Doyle (2), Alan Oppenheimer (2), Rupert Crosse (2), Gloria Calomee (2), Eric Sinclair (2), Clint Ritchie (2), Layne Britton (2), Stuart Nisbet (2), Edward Crawford (2), Wayne Sutherlin (2), Zolya Talma (2), Paul Picerni (2), Arnold Williams (2), Don Gazzaniga (2), Lew Gallo (2), Dyanne Thorne (2), Michael Christian (2), Lara Lindsay (2), Roddy McDowall (2), Jon Shank (2), Julie Sommars (2), Amy Thomson (2), Venita Wolf (2), Marj Dusay (2), Fritz Weaver (2).

## Produzione
La serie fu prodotta da 20th Century Fox Television e girata negli studios della 20th Century Fox a Los Angeles in California.
La serie fu cancellata a metà della terza stagione, dopo appena tredici episodi. L'episodio finale della serie è un crossover con la serie giudiziaria della ABC Al banco della difesa, interpretata da Carl Betz. Altro crossover si verifica nella serie Batman, in cui l'attore Howard Duff interpreta in un cameo Sam Stone.

### Registi
Tra i registi della serie sono accreditati:
- George McCowan (19 episodi, 1967-1969)
- Lawrence Dobkin (6 episodi, 1967-1968)
- Allen Reisner (5 episodi, 1966-1967)
- Robert Butler (3 episodi, 1966-1968)
- Walter Grauman (3 episodi, 1966-1967)
- Seymour Robbie (3 episodi, 1966-1967)
- Richard Donner (3 episodi, 1966)
- Michael Ritchie (3 episodi, 1966)
- Gerd Oswald (3 episodi, 1967-1968)
- Nicholas Colasanto (3 episodi, 1968)
- Herbert Hirschman (2 episodi, 1967-1968)
- Gene Nelson (2 episodi, 1967-1968)
- Lee H. Katzin (2 episodi, 1967)

## Distribuzione
La serie fu trasmessa negli Stati Uniti dal 1966 al 1969 sulla rete televisiva ABC. 
In Italia è stata trasmessa con il titolo Squadra speciale anticrimine.
Alcune delle uscite internazionali sono state:
- negli Stati Uniti il 12 settembre 1966 (Felony Squad o The Felony Squad)
- nel Regno Unito il 4 luglio 1967 (Felony Squad)
- in Germania Ovest il 5 novembre 1969 (Gefährlicher Alltag)
- in Francia il 14 aprile 1976(Brigade criminelle)
- in Finlandia (Tapahtui Los Angelesissa)
- in Italia (Squadra speciale anticrimine)

## Episodi
| Stagione         | Episodi | Prima TV USA |
| ---------------- | ------- | ------------ |
| Prima stagione   | 30      | 1966-1967    |
| Seconda stagione | 26      | 1967-1968    |
| Terza stagione   | 17      | 1968-1969    |